# Milton (Georgia)
Milton è una città degli Stati Uniti d'America, situata nella contea di Fulton, nello Stato della Georgia.